# Природолечение
Природолечението, наричано също натуропатия, е форма на алтернативна медицина.
То включва широк кръг псевдонаучни практики, обявени за „природни“, „неинвазивни“ или насърчаващи „самолечението на организма“. Те варират от открито шарлатанство, като хомеопатията, до широко въприети практики, като някои форми на психотерапия. Идеологията и методите на природолечението се основават на витализма и народната медицина, а не на доказателствената медицина, макар че природолечителите могат да използват и научно доказани техники.